# Баян-Гол
Баян-Гол (Баяньголе; кит. 巴彦郭勒站, пін. Bāyànguōlè Zhàn) — залізнична станція в КНР, розміщена на Цзінін-Ерляньській залізниці між станціями Баян-Хара і Дерст.
Розташована в хошуні Сунід – Правий стяг (аймак Шилін-Гол, автономний район Внутрішня Монголія). Відкрита в 1954 році.